# طلال عقلان
طلال عبد الكريم عقلان هو سياسي يمني شغل منصب رئيس الوزراء بالإنابة في حكومة أنصار الله الحوثيون حتى 4 أكتوبر 2016.
بين عامي 2015 و2016، كان عضوا في اللجنة الثورية.